# Annelise Hesme
Annelise Hesme (11 de maio de 1976) é uma atriz francesa. Ela é irmã de Clotilde Hesme e Elodie Hesme. Nascida em Beaumont, Puy-de-Dôme, Auvergne, França em 11 de maio de 1976, Hesme atuou em filmes como Tanguy (2001), Plus beau jour de ma vie (2004) e Fauteuils d'orchestre (2006). Tornou-se especialmente conhecida nas ilhas Britânicas após um comercial de 2005 intitulado "França vs. Grã-Bretanha" dirigido por Jordan Scott.